# كسرينة
كسرينة هي قرية في مقاطعة كاشمر، إيران. عدد سكان هذه القرية هو 1,964 في سنة 2006.